# دورا راسل
دورا کَونتِس راسل یا دورا بلک (۳ آوریل ۱۸۹۴– ۳۱ مه ۱۹۸۶) نویسنده، فمینیست و فعال سیاسی بریتانیایی و همسر دوم برتراند راسل بود. دورا راسل باورهای رادیکالی به ازدواج، سقط جنین و سیاست داشت و فعالیت‌های خود را نیز بر همین اساس شکل می‌داد. دورا بلک به همراه همسرش راسل در دهه ۱۹۲۰ مدرسه‌ای بر مبنای تفکرات خود و راسل ایجاد کرده بودند که در آن کودکان اجازه داشتند برهنه ظاهر شوند. دورا که زندگی خود را با یک رابطه عاشقانه با راسل که خیلی از او بزرگ‌تر بود آغاز کرده بود، کم‌کم از او متنفر شد و پس از روابط متعدد از یک فعال سیاسی آمریکایی به نام گریفین بری باردار شد و این مسئله به طلاق او از راسل منجر شد. وقتی دورا با نام خانوادگی راسل برای این فرزند شناسنامه گرفت، خشم راسل از او بیشتر هم شد. دورا بعداً باز هم یک فرزند نامشروع دیگر به دنیا آورد. او سال‌های بعدی عمرش را به هواداری از صلح، مخالفت با گسترش سلاح‌های هسته‌ای و آزادی سقط جنین گذراند.